# Rebecca Preston
Pour les articles homonymes, voir Preston.
Rebecca Preston, née le 4 septembre 1979, est une triathlète australienne, multiple vainqueur sur triathlon Ironman et Ironman 70.3.

## Palmarès
Le tableau présente les résultats les plus significatifs (podium) obtenus sur le circuit international de triathlon depuis 2005,.
| Année | Compétition                           | Pays        | Position           | Temps           |
| ----- | ------------------------------------- | ----------- | ------------------ | --------------- |
| 2015  | The Big Rock & In The Dirt Triathlons | États-Unis  | Médaille d'or      | 4 h 29 min 38 s |
| 2014  | Rev3 Williamsburg                     | États-Unis  | Médaille d'or      | 2 h 10 min 28 s |
| 2007  | Ironman Autriche                      | Autriche    | Médaille de bronze | 9 h 15 min 55 s |
| 2007  | Ironman Suisse                        | Suisse      | Médaille d'or      | 9 h 20 min 43 s |
| 2007  | Ironman 70.3 Antwerp                  | Belgique    | Médaille d'or      | 4 h 19 min 14 s |
| 2006  | Ironman Autriche                      | Autriche    | Médaille d'or      | 9 h 7 min 36 s  |
| 2006  | Ironman Suisse                        | Suisse      | Médaille d'or      | 9 h 24 min 19 s |
| 2006  | Hell of the West                      | Australie   | Médaille d'or      | 4 h 13 min 16 s |
| 2005  | Ironman Royaume-Uni                   | Royaume-Uni | Médaille d'or      | 9 h 37 min 58 s |
| 2005  | Triathlon de Gérardmer XL             | France      | Médaille de bronze | Timing          |